# Manuela Mahnke

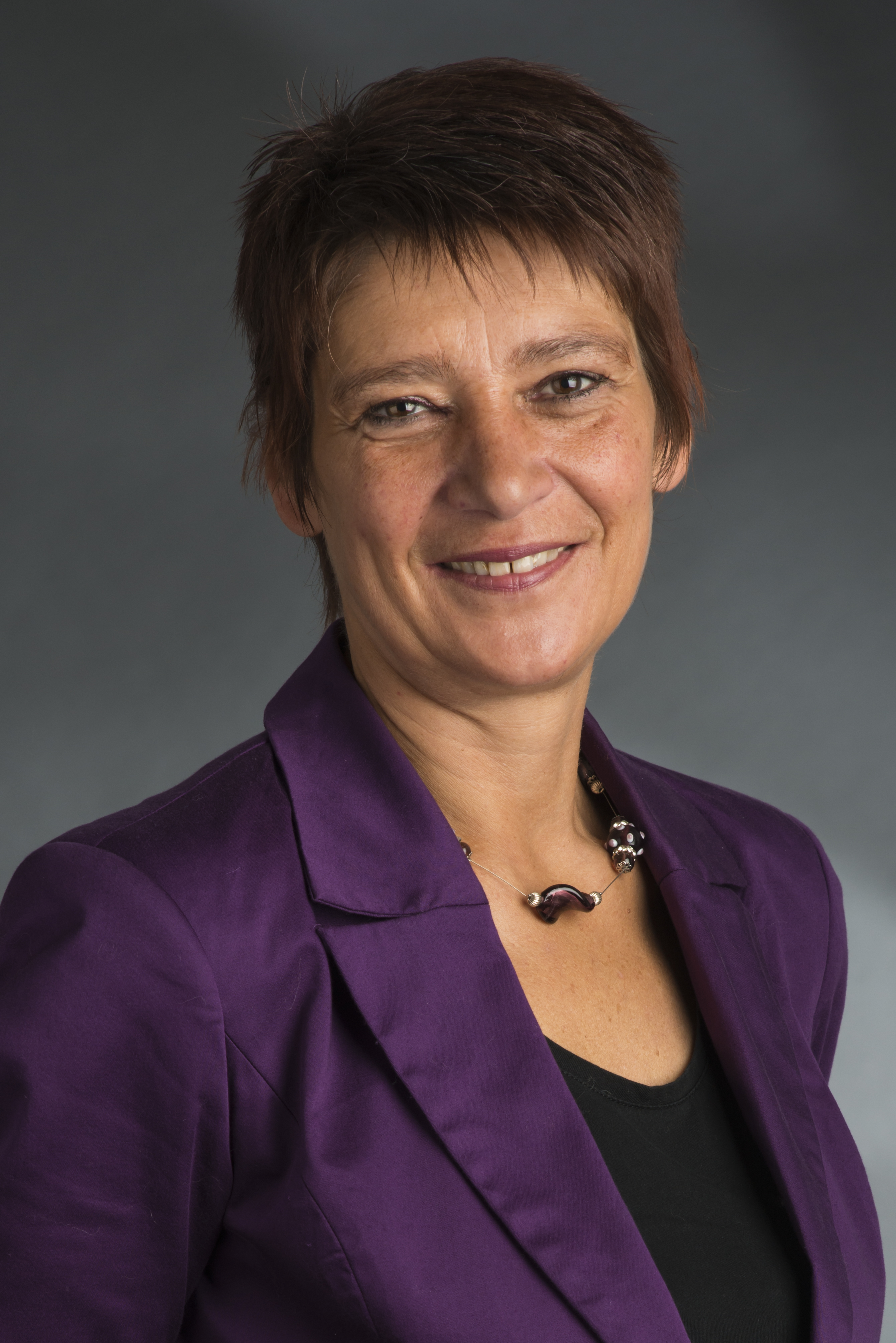
Manuela Mahnke 2015

 Manuela Mahnke  (* 17. Februar 1965 in Bremerhaven) ist eine deutsche Kommunalpolitikerin (SPD). Sie war von 2007 bis 2015 Abgeordnete der Bremischen Bürgerschaft. Seit 2024 ist sie Amtsdirektorin des Amtes Döbern-Land.

## Biografie

### Familie, Ausbildung und Beruf
Mahnke besuchte das Gymnasium bis zur 12. Klasse und schloss es mit der Fachhochschulreife ab. Es folgte eine Lehre zur Hotelfachfrau und anschließend der Besuch der Fachhochschule für Verwaltung und Rechtspflege in Hildesheim, welche sie als Diplom Verwaltungsbetriebswirtin (FH) abschloss.
Von Januar 1991 bis Dezember 1998 war sie Soldatin im Sanitätsdienst der Bundeswehr. Sie hat den Rang eines Kapitänleutnants d.R. Vom Juli 2000 bis Juni 2003 war sie als Verwaltungsleiterin bei der DRK-Behindertenhilfe in Debstedt tätig und seit Juli 2003 ist sie Dezernentin für studentische Angelegenheiten an der Hochschule Bremerhaven. Das Dienstverhältnis ruhte aufgrund des Bremer Abgeordnetengesetzes für die Dauer der Mitgliedschaft in der Bürgerschaft.
Sie ist geschieden und hat ein Kind.

### Politik
Mahnke ist seit 2002 Mitglied der SPD und war für ihre Partei Vorsitzende des Ortsvereins Lehe.
Seit der Wahl 2007 war sie bis 2015 Mitglied der Bremischen Bürgerschaft (Landtag).
Im September 2015 gewann sie mit 52,7 % die Bürgermeisterwahl in Nottuln und wurde mit Wirkung zum 21. Oktober 2015 Bürgermeisterin der Gemeinde. Im Oktober 2015 verzichtete sie auf das Bürgerschaftsmandat.
2019 trat Mahnke erfolglos für das Bürgermeisteramt in der Samtgemeinde Apensen an.
2020 stellte sie sich erneut aber erfolglos der Wahl zur Bürgermeisterin in Nottuln.
Seit dem 13. Mai 2024 ist Mahnke Amtsdirektorin des Amtes Döbern-Land in Brandenburg.